# Ctenus karschi
Ctenus karschi är en spindelart som beskrevs av Roewer 1951. Ctenus karschi ingår i släktet Ctenus och familjen Ctenidae.
Artens utbredningsområde är Sri Lanka. Inga underarter finns listade i Catalogue of Life.